# ليليان البرتسون
ليليان البرتسون (بالإنجليزية: Lillian Albertson)‏ (6 أغسطس 1881 - 24 أغسطس 1962)، ممثلة أفلام صامته أمريكية ومنتجة مسرحية .

## روابط خارجية
- ليليان البرتسون على موقع IMDb (الإنجليزية)
- ليليان البرتسون على موقع أول موفي (الإنجليزية)
- ليليان البرتسون على موقع قاعدة بيانات برودواي على الإنترنت (الإنجليزية)
- ليليان البرتسون على موقع قاعدة بيانات الأفلام السويدية (السويدية)
- ليليان البرتسون على موقع قاعدة بيانات الفيلم (الإنجليزية)
- Lillian Albertson at the New York Public Library
- 1903 portrait(University of Washington, Sayre)